# Serenza
Il Serenza è un torrente della provincia di Como che nasce a Intimiano e passa dalla frazione di Vighizzolo a Cantù per poi sfociare nel Seveso in località Carimate.

## Descrizione
Il corso d'acqua, lungo 12 km, attualmente nasce in località Intimiano Sotto, non lontano dalla cascina "Catell". Un tempo le sue sorgenti si trovavano tuttavia più a monte, lungo la strada che da Intimiano porta a Capiago e che, ancor oggi, è appunto detta "via Serenza". 
Dopo aver lasciato Intimiano, il torrente si sviluppa in una propria valle che attraversa numerosi comuni del canturino. Entrato in Cantù in località campo Valle, dopo aver attraversato la linea ferroviaria Como-Lecco si dirige verso il rondò tra Galliano e Fecchio, ove riceve le acque di una roggia proveniente dalla cascina Briaga. Qui il torrente è noto con il nome di "Roggia di Galliano", in passato detta Rozam, da non confondere con la Robiam ossia la Robbia affluente del torrente Terrò che nasce ad Alzate Brianza. Dopo una curva, la Serenza prosegue verso Vighizzolo, attraversa il centro sportivo "Totò Caimi" e s'incanala in una valle tra la frazione canturina di Mirabello e il comune di Figino Serenza, il cui nome si deve al fatto di essere attraversato per intero dal torrente che ne divide il territorio in due parti nettamente distinte, una più popolosa l'altra meno. Dopo aver ricevuto l'affluente Serenzetta e le acque provenienti dalla frazione di Rozzago, la Serenza passa attraverso Novedrate e Carimate, ove forma un orrido e si getta nel Seveso.
Il corso d'acqua è uno dei più inquinati della provincia: diversi sono gli impianti industriali che scaricano abusivamente e senza alcun prefiltraggio sostanze tossiche e dannose per l'ambiente, alterandone l'ecosistema. Un tempo, agli inizi del Novecento, erano molte le donne che raggiungevano il torrente per l'approvvigionamento dell'acqua e per la pulizia dei panni. Fino agli anni cinquanta erano frequenti i bagni estivi nelle zone meno impervie e più sicure.
Dal 2000 è iniziato un piano di recupero per quanto riguarda la pulizia delle acque e i territori circostanti che sono stati sedi di depositi tossici. Gran parte degli scarichi fognari sono stati intubati dal consorzio Sud Seveso depur restano ancora escluse alcune case nella frazione di Mirabello di Cantù. Nel 2004 vi è stato l'inserimento della zona della valle del Serenza nel consorzio del Parco della Brughiera.